# Anna Lebiediewa
Anna Pietrowna Lebiediewa (ros. Анна Петровна Лебедева, ur. 26 grudnia 1981 w Szczuczyńsku) – kazachska biathlonistka, olimpijka.
Jej młodsza siostra – Marina Lebiediewa także jest biathlonistką.

## Osiągnięcia

### Igrzyska Olimpijskie
2006 Turyn  Włochy
- Sprint: 52
- Bieg indywidualny: 49

2010 Vancouver  Kanada
- Sprint: 51
- Bieg pościgowy: 43
- Bieg indywidualny: 37
- Sztafeta: 13

### Mistrzostwa Świata
2004 Oberhof  Niemcy
- Sprint: 79
- Bieg indywidualny: 64

2005 Hochfilzen  Austria
- Sprint: 49
- Bieg indywidualny: 39
- Bieg pościgowy: 46

2008 Östersund  Szwecja
- Sprint: 71
- Bieg indywidualny: 82
- Sztafeta: 13

### Puchar Świata

#### Miejsca w klasyfikacji generalnej
| Sezon     | Miejsce |
| --------- | ------- |
| 2005/2006 | 58.     |
| 2008/2009 | 76.     |
| 2009/2010 | 76.     |

#### Najlepsze miejsce
1. Osrblie – 21. miejsce 2006 – (10 km b.pościgowy)
2. Ruhpolding – 23. miejsce 2006 – (10 km b.pościgowy)
3. Hochfilzen – 23. miejsce 2006 – (7,5 km sprint)
4. Ruhpolding – 25. miejsce 2006 – (7,5 km sprint)
5. Osrblie – 32. miejsce 2006 – (7,5 km sprint)